# Правиков, Фёдор Денисович
Фёдор Денисович Правиков (1750 — декабрь 1803, Москва) — российский юрист, переводчик и архивариус; составитель «Памятника из законов, руководствующего к познанию приказного обряда, собранного по азбучному порядку».

## Биография
Фёдор Правиков родился в 1750 году и происходил из духовного звания. Получил образование в Императорском Московском университете, затем, в ноябре 1766 года, поступил на службу копиистом в Правительствующий Сенат. 
Постепенно продвигаясь в чинах в марте 1793 года Правиков был перемещён на должность переводчика, после чего, по ордеру обер-прокурора, занял должность секретаря, заведуя в экспедиции апелляционными и другими делами. 
16 апреля 1797 года он был назначен сенатским секретарем по 5-му Департаменту Правительствующего Сената, причём на него было возложено заведование не только апелляционными делами, но также следственными и уголовными. 
Феодор Правиков издал в 1802 году книгу: «Слова, выбранные по материям из Нового Завета» (2 части, Владимир. 1802) и «Гипотипозис, или живое изображение древности, постепенно дошедшее до нынешнего века» (М. 1802), а в Москве, в 1803 году, «в пользу юношества», — издал особую «Грамматику юридическую, или начальные правила Российского правоведения» (новое издание, СПб. 1805 г.) с целью ознакомить поступающих на гражданскую службу с ее правилами. Для этого Правиков извлек из подлежавших указов и регламентов всё, касающееся гражданской службы и канцелярского делопроизводства, а также чинов, денежной казны, различных присутственных мест и т.д. Но главным трудом его жизни стал «Памятник из законов, руководствующий к познанию приказного обряда, собранный по азбучному порядку» (Владимир, 1798—1802), которое завершал уже его Александр (1772—1820)
Фёдор Денисович Правиков умер в декабре 1803 года.